# خچیره (طالقان)
خچیره با ارتفاع 2400 متر از سطح دریا یکی از روستاهای بخش بالا طالقان شهرستان طالقان واقع در استان البرز می‌باشد .
کتاب "خچیره افاده ای در طالقان" نوشته رضا یادگاری به معرفی این روستا و آداب و سنن آن پرداخته است.
کوههای وارکش و خورده وارکش  و و چشمه هفت‌ِ خوانی (هفت چشمه) از مناطق زیبای خچیره می‌باشند. کوه‌ها و چشمه‌ها و رودخانه‌ها و باغات میوه و درختان سر به فلک کشیده این روستا را به یکی از زیباترین مناطق استان البرز تبدیل کرده‌است که به حق کلمه خچیر و نیکو را بر آن نهاده‌اند. مسیر دسترسی به این روستا خاکی است .

## طوایف
خچیره از جمله روستاهای زیبای طالقان است.  چهار نام خانوادگی اصلی  در خچیره عبارتند از یادگاری ، ابراهیمی ،‌ نعمتی و عبادی. مردم خچیره  به زبان تاتی سخن می‌گویند.
مردم محلی خچیره از گذشته های دور در طایفه های کوچک و بر مبنای پیوندهای خانوادگی دسته بندی شده اند.مجموعه " نسب نامه اهالی روستای خچیره-طالقان" جمع آوری شده توسط رضا یادگاری جستجویی است برای پیدا و ثبت کردن نخستین افراد در طوایف مختلف خچیره. 
https://drive.google.com/file/d/15J3vXX5us05K40ChazDyaHWFfe1ai_04/view?usp=sharing

## جاذبه ها
مکان‌های دیدنی این روستا عبارت است از : تال، لولکدره، اسیوسر و...
یکی دیگر از معروفترین گلگشت‌های طالقان 
مسیر پیاده روی روستای خچیره به هفت چشمه: این مسیر در واقع مسیر صعود به قلعه وارکش است که در فصل تابستان نیز طراوت ویژه ای دارد

## نگاره ها

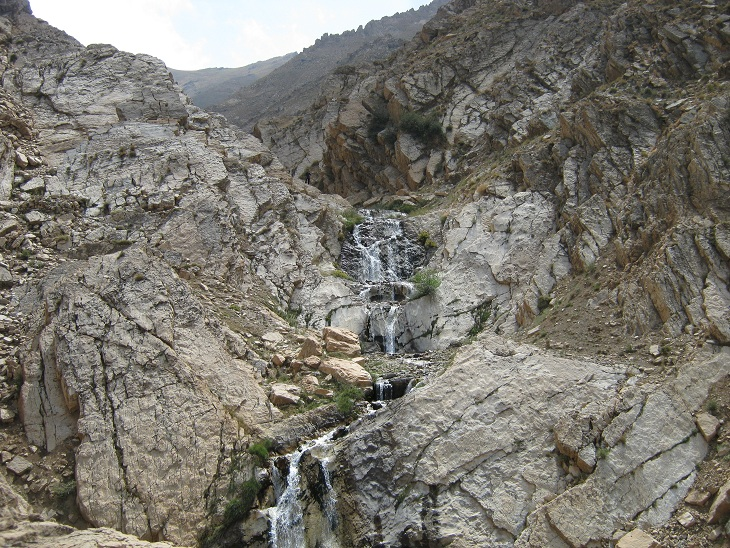
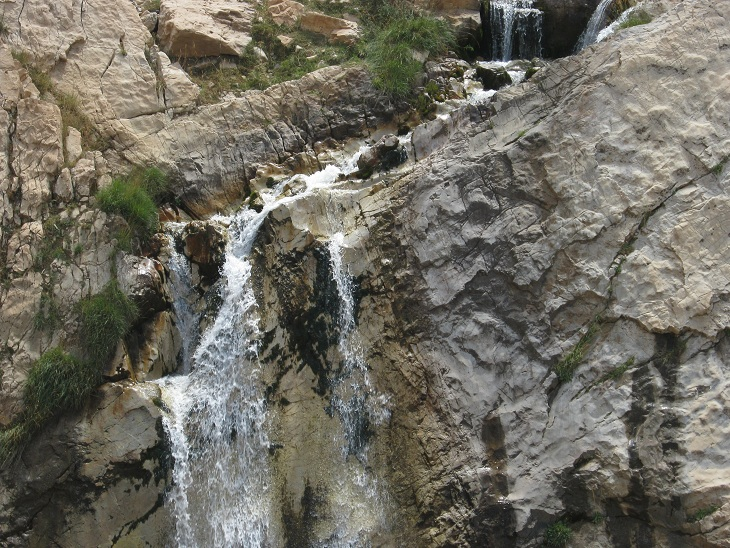
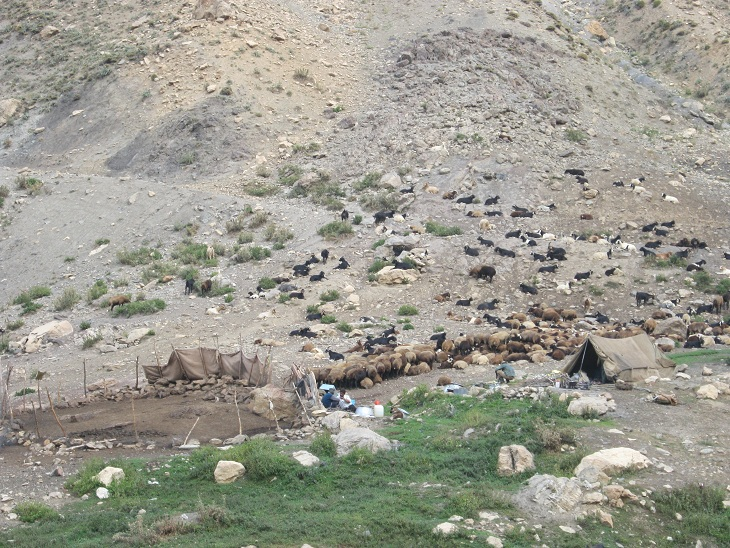
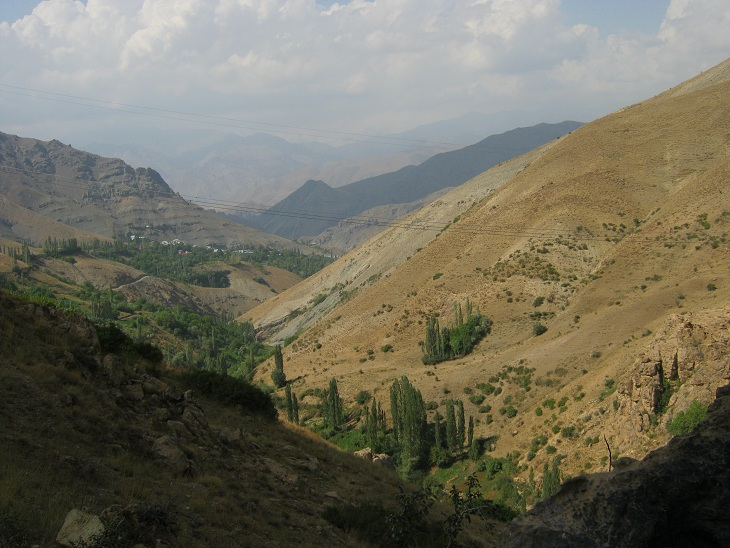
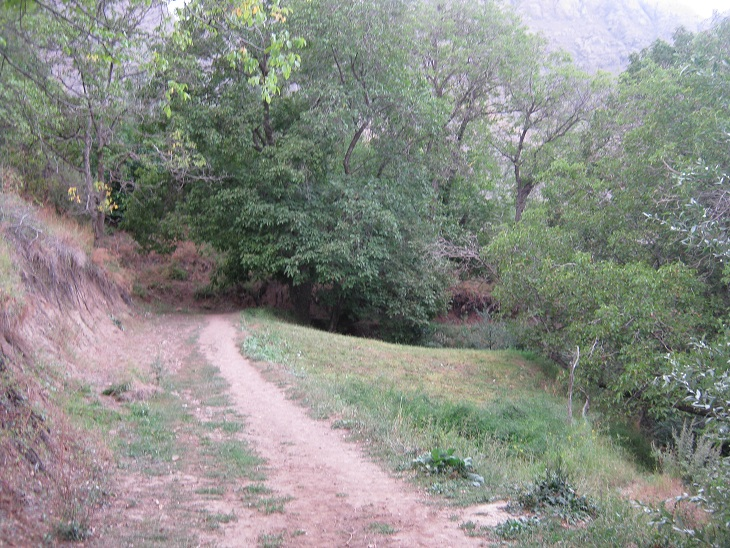
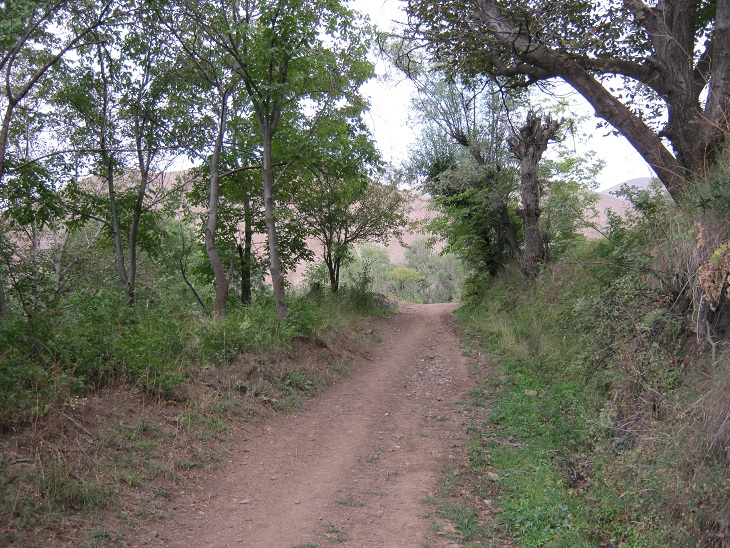
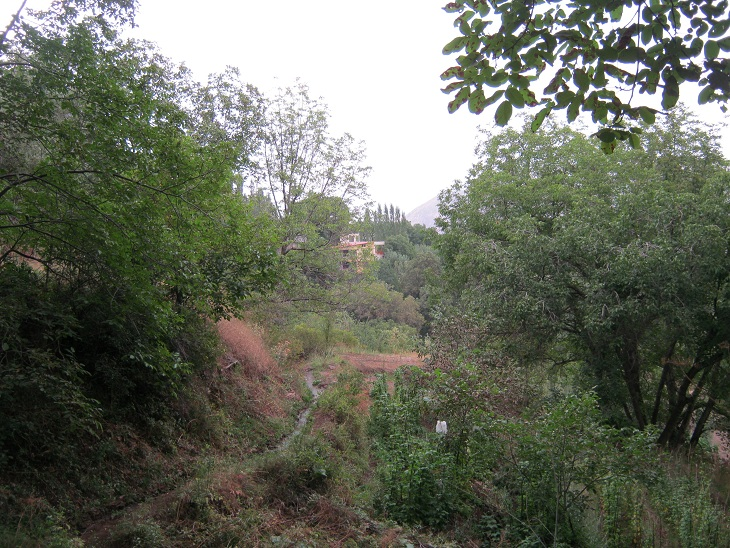
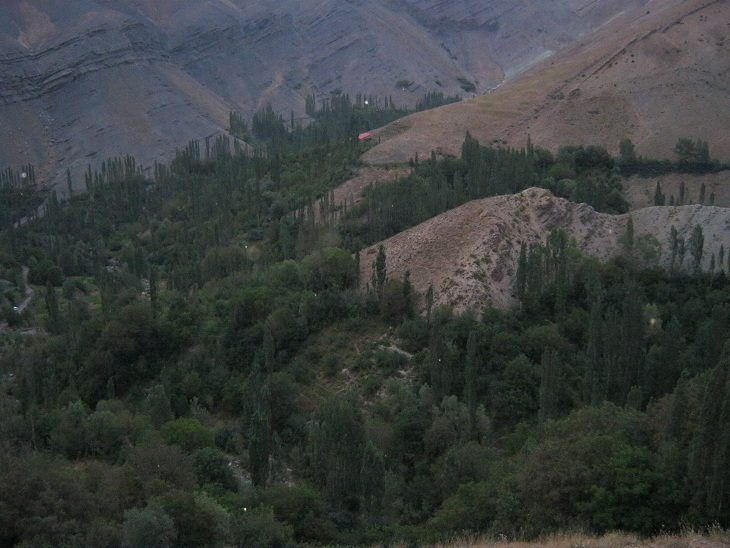